# 原口針水
原口 針水（はらぐち しんすい、1808年9月22日（文化5年8月3日）- 1893年（明治26年）6月12日）は、幕末から明治時代の浄土真宗の僧である。

## 経歴・人物
肥後の山鹿郡内田村（現在の熊本県山鹿市）光照寺の密道の子として生まれ、幼年期から筑前の博多にある万行寺の住職だった曇龍の門人となる。後に彼から真宗学を学んだが、その後の1862年（文久2年）には本願寺の命令によりキリシタンの隆盛地だった長崎へ赴き、1863年（文久3年）には宣教師のチャニング・ウィリアムズ（立教大学創設者）とグイド・フルベッキからキリスト教の教義を学んだ。
しかし明治維新後の1872年（明治5年）に大教院の教導職にあたったことで、自身が学んだ経験のあるキリスト教を排撃する。1884年（明治17年）には西本願寺の第22世法主だった大谷光瑞に仕え、彼の真宗学の指南にあたった。1891年（明治24年）には龍谷大学の前身である同寺の大学林が規則改革したことにより、同学校の総理事務取扱も兼任する。その後は仏教以外の幅広い知識を深め、神道等の他宗教および他宗の仏教学者と論争しつつ真宗学の高揚に尽力した。